# Jacek Krzynówek
Jacek Kamil Krzynówek (Kamieńsk, 15 de Maio de 1976) é um ex-jogador de futebol polonês. Jogou duas Copas do Mundo e o Campeonato Europeu de Futebol de 2008.